# (466404) 2013 SG67
(466404) 2013 SG67 es un asteroide perteneciente al cinturón de asteroides, descubierto el 30 de septiembre de 2003 por el equipo Spacewatch desde el Observatorio Nacional de Kitt Peak (Arizona, Estados Unidos).